# デス・トラップ 仮面を被った復讐者
『デス・トラップ 仮面を被った復讐者』（原題：Fox Trap）は、2016年のイギリスのホラー映画。

## あらすじ
プロムの夜、エマたちはネイルとロレインにドッキリを仕掛けるが、ロレインは逃げ出した際に対向車線を走行していた車に轢かれてしまう。その犯行をフランキーは押し付けられ、2年服役する。出所後、彼と幸せな生活を送るフランキーの元にエマからの招待が届く。

## スタッフ
- 監督：ジェイミー・ウェストン
- 脚本：スコット・ジェフリー
- 製作：スコット・ジェフリー、レベッカ・Ｊ・マシューズ、カリ・ディゾン
- 音楽：マイルズ・ハンコック
- 撮影：ベアトリス・デガルド・ミーナ
- 編集：ダン・アレン

## キャスト
- フランキー：ベッキー・フレッチャー
- アナ：セリカ・ウィルソン＝リード
- コニー：ケイト・リスター
- ディーナ：ジュリア・エリンガー
- ネイル：アレックス・ソーヤー
- エマ：クラリザ・クレイトン
- ジェイミー：スコット・チェンバース
- ジョンソン先生：タラ・マッゴーラン
- ジョシュ：リチャード・サマーズ・キャルバート
- ロレイン：ジョージナ・ダグデール
- アリー：シャーリーン・クーパー
- レイ：キャリー・スリング